# National Football League GAA
La Liga Nacional de Fútbol GAA o National Football League (NFL; en irlandés: Sraith Náisiúnta Peile) es una competición de fútbol gaélico, anual entre los equipos sénior del condado de Irlanda y Londres. Patrocinado por Allianz, se conoce oficialmente como la Liga Nacional de Fútbol Allianz.
La Asociación Atlética Gaélica organiza la liga. El equipo ganador recibe la New Ireland Cup, presentada por New Ireland Assurance Company. La National Football League es la segunda competición de fútbol gaélico entre condados más prestigiosa después del All-Ireland Senior Football Championship.
A diferencia de muchas competiciones de liga en los diferentes deporte, cada equipo juega contra el resto de equipos de su división solo una vez. Hay tres divisiones de ascenso y descenso. Los equipos que se reúnen en la misma división en el transcurso de varios años a menudo juegan en casa y fuera en años alternativos, aunque esto no se cumple estrictamente. Una vez que se han jugado los partidos divisionales, las últimas etapas de la liga se convierten en una competencia eliminatoria para los mejores equipos de cada división sea la primera división logre el campeonato o ascender de división. Esto se considera una buena preparación para el próximo Campeonato de Irlanda y, por lo general, hay más intensidad en las finales de división que las que se jugaron antes en la liga, pero aún carece de la intensidad de los partidos del campeonato.
Kerry son los actuales campeones de la liga, habiendo ganado la liga de 2020, que fue interrumpida y acortada (se abandonaron las etapas eliminatorias) debido a las restricciones de salud pública relacionadas con Covid 19.

## Historia
Esta competición se llevó a cabo por primera vez en su edición 1925–26, treinta y ocho años después del primer Campeonato de Fútbol Senior de toda Irlanda. Laois ganó la Liga Nacional de Fútbol inaugural. La NFL tradicionalmente ha jugado un papel secundario en el mundo del fútbol gaélico donde el protagonismo es la All-Ireland Senior Football Championship, y la mayoría de los condados lo utilizan como preparación para ese evento. Esto no fue ayudado por el hecho de que la Liga se jugó inicialmente en invierno (generalmente de noviembre a marzo), mientras que el Campeonato tenía las fechas de verano y la estructura de eliminatorias más atractivas.
Mayo dominó la NFL en sus primeros años, ganando siete títulos en ocho temporadas hasta que el torneo fue suspendido durante la Segunda Guerra Mundial. Durante muchas temporadas en las décadas de 1950 y 1960, los ganadores de la liga "local" jugaron contra el equipo de la diáspora irlandesa en Nueva York en la final de la NFL; el viaje a Nueva York constituyó un premio adicional para los ganadores. Nueva York ganó tres de estas finales.
En 2002, la liga se cambió a un calendario de febrero a abril. Esto ha aumentado el interés, ha aumentado la asistencia y ha llevado a que los juegos en vivo se transmitan en TG4. La temporada 2009 fue transmitida en vivo por Setanta Sports. La cobertura de las finales de 2010 en Croke Park hizo que TG4 se convirtiera en el canal más visto, con 650.000 espectadores sintonizando algunos de los partidos. La final de la División 1 tuvo una audiencia promedio de 220.000 espectadores.
Los ganadores de la National Football League reciben la Irish National Insurance Cup, primer galardonado fue para Kerry en 1928–29. Kerry es el equipo más exitoso de la Liga, habiendo jugado la final en veintiséis ocasiones y ganado veinte de ellas. Ambos (apariciones finales y victorias) son récords. Kerry también es el equipo que ha logrado con más frecuencia el "doble", al ganar tanto la Liga como el Campeonato de toda Irlanda.

## Finales
- 1925–26 – Laois 2–1 Dublín 1–0
- 1926–27 – Liga Desierta
- 1927–28 – Kerry 2–4 Kildare 1–6
- 1928–29 – AI Kerry 1–7 Kildare 2–3
- 1929–30 – Liga desierta
- 1930–31 – AI Kerry 1–3 Cavan 1–2
- 1931–32 – AI Kerry 5–2 Cork 3–3
- 1932–33 – Meath 0–10 Cavan 1–6
- 1933–34 – Mayo 2–4 Dublin 1–5
- 1934–35 – Mayo 5–8 Fermanagh 2000–2
- 1935–36 – AI Mayo quedo campeón con 12 puntos en ocho juegos
- 1936–37 – Mayo 5–4 Meath 1–8
- 1937–38 – Mayo 3–9 Wexford 1–3
- 1938–39 – Mayo 5–9 Meath 0–6
- 1939–40 – Galway 2–5 Meath 1–5
- 1940–41 – Mayo 3–7 Dublin 0–7
- 1941–45 – Liga suspendida por la Segunda Guerra Mundial
- 1945–46 – Meath 2–2 Wexford 0–6
- 1946–47 – Derry 2–9 Clare 2–5
- 1947–48 – AI Cavan 5–9 Cork 2–8 (con partido de desempate)
- 1948–49 – Mayo 1–8 Louth 1–6
- 1949–50 – New York 2-8 Cavan 0-12 (Final Irlandesa: Cavan 2–8 Meath 1–6)
- 1950–51 – Meath 0–6 Mayo 0–3
- 1951–52 – Cork 1–12 New York 0–3 (Final Irlandesa: Cork 2–3 Dublín 1–5)F
- 1952–53 – Dublín 4–6 Cavan 0–9
- 1953–54 – Mayo 2–10 Carlow 0–3
- 1954–55 – Dublín 2–12 Meath 1–3
- 1955–56 – Cork 0–8 Meath 0–7
- 1956–57 – Galway 1–8 Kerry 0–6
- 1957–58 – AI Dublín 3–13 Kildare 3–8
- 1958–59 – AI Kerry 2–8 Derry 1–8
- 1959–60 – AI Down 0–12 Cavan 0–9
- 1960–61 – Kerry 4–16 Derry 1–5
- 1961–62 – Down 2–5 Dublín 1–7
- 1962–63 – Kerry 1–18 New York 1–10 (Final Irlandesa: Kerry 0–9 Down 1–5)
- 1963–64 – New York 2–12 Dublín 1–13 (Final Irlandesa: Dublín 2–9 Down 0–7)
- 1964–65 – AI Galway 4–12 New York 0–17 con final a doble partido; (final Irlandesa: Galway 1–7 Kerry 0–8)
- 1965–66 – Longford 1–18 New York 0–17 final a doble partido; (final irlandesa: Longford 0–9 Galway 0–8)
- 1966–67 – New York 7–8 Galway 1–16 final a doble partido;  (final irlandesa: Galway 0–12 Dublin 1–7)
- 1967–68 – AI Down 2–14 Kildare 2–11
- 1968–69 – AI Kerry 2–33 New York 2–24  final a doble partido; (final irlandesa: Kerry 3–11 Offaly 0–8)
- 1969–70 – Mayo 4–7 Down 0–10
- 1970–71 – Kerry 0–11 Mayo 0–8
- 1971–72 – Kerry 2–11 Mayo 1–9
- 1972–73 – Kerry 2–12 Offaly 0–14
- 1973–74 – Kerry 0–14 Roscommon 0–8 (con partido de desempate)
- 1974–75 – Meath 0–16 Dublín 1–9
- 1975–76 – AI Dublín 2–10 Derry 0–15
- 1976–77 – Kerry 1–8 Dublin 1–6
- 1977–78 – Dublín 2–18 Mayo 2–13
- 1978–79 – Roscommon 0–15 Cork 1–3
- 1979–80 – Cork 0–11 Kerry 0–10
- 1980–81 – Galway 1–11 Roscommon 1–3
- 1981–82 – Kerry 1–9 Cork 0–5 (con partido de desempate)
- 1982–83 – Down 1–8 Armagh 0–8
- 1983–84 – AI Kerry 1–11 Galway 0–11
- 1984–85 – Monaghan 1–11 Armagh 0–9
- 1985-86 – Laois 2–6 Monaghan 2–5
- 1986-87 – Dublín 1–11 Kerry 0–11
- 1987-88 – AI Meath 2–13 Dublín 0–11 (con partido de desempate)
- 1988-89 – AI Cork 0–15 Dublín 0–12
- 1989-90 – Meath 2–7 Down 0–11
- 1990-91 – Dublín 1–9 Kildare 0–10
- 1991-92 – Derry 1–10 Tyrone 1–8
- 1992-93 – Dublín 0–10 Donegal 0–6 (partido de desempate)
- 1993-94 – Meath 2–11 Armagh 0–8
- 1994-95 – Derry 0–12 Donegal 0–8
- 1995-96 – Derry 1–16 Donegal 1–9
- 1996-97 – AI Kerry 3–7 Cork 1–8
- 1997-98 – Offaly 0–9 Derry 0–7
- 1998-99 – Cork 0–12 Dublín 1–7
- 1999–2000 – Derry 1–8 Meath 0–9
- 2000–01 – Mayo 0–13 Galway 0–12
- 2002 – Tyrone 0–15 Cavan 0–7
- 2003 – AI Tyrone 0–21 Laois 1–8
- 2004 – AI Kerry 3–11 Galway 1–16
- 2005 – Armagh 1–21 Wexford 1–14
- 2006 – AI Kerry 2–11 Galway 0–11
- 2007 – Donegal 0–13 Mayo 0–10
- 2008 – Derry 2–13 Kerry 2–9
- 2009 – AI Kerry 1–15 Derry 0–15
- 2010 – AI Cork 1–17 Mayo 0–12
- 2011 – Cork 0-21 Dublín 2-14
- 2012 – Cork 2-10 Mayo 0-11
- 2013 – AI Dublín 0-18 Tyrone 0-17[3]
- 2014 – Dublín 3-19 Derry 1-10
- 2015 – AI Dublín 1-21 Cork 2-7
- 2016 – AI Dublín 2-18 Kerry 0-13
- 2017 – Kerry 0–20 Dublín 1–16
- 2018 – AI Dublín 0–18 Galway 0–14
- 2019 – Mayo 3-11 Kerry 2-10
- 2020 – Kerry — Dublín (Gano el mas puntero de la fase regular por la cancelación del torneo por Pandemia de Covid-19)

```
 Consideraciones:
```

```
  *Cuando un equipo llega a la final sea Londres o Nueva York, se hace una final entre el finalista irlandés y el mejor semifinalista 
 irlandés este titulo es conmemorativo.
```

```
  *AI Representa que es campeón indiscutido, porque también gano en la misma temporada el 
Campeonato 
  de Fútbol Senior de toda Irlanda
.
```

## Ganadores
| Condado   | Campeonatos | Subcampeonato | Años de Campeón | Años de Subcampeón                                                                                                  |
| Kerry     | 21          | 7             | 1927–28, 1928–29, 1930–31, 1931–32, 1958–59, 1960–61, 1962–63, 1968–69, 1970–71, 1971–72, 1972–73, 1973–74, 1976–77, 1981–82, 1983–84, 1996–97, 2004, 2006, 2009, 2017, 2020 | 1956–57, 1964–65, 1979–80, 1986–87, 2008, 2016, 2019                                                                |
| Dublin    | 13          | 14            | 1952–53, 1954–55, 1957–58, 1975–76, 1977–78, 1986–87, 1990–91, 1992–93, 2013, 2014, 2015, 2016, 2018                                                                         | 1925–26, 1933–34, 1940–41, 1951–52, 1961–62, 1966–67, 1974–75, 1976–77, 1987–88, 1988–89, 1998–99, 2011, 2017, 2020 |
| Mayo      | 12          | 7             | 1933–34, 1934–35, 1935–36, 1936–37, 1937–38, 1938–39, 1940–41, 1948–49, 1953–54, 1969–70, 2000–01, 2019                                                                      | 1950–51, 1970–71, 1971–72, 1977–78, 2007, 2010, 2012                                                                |
| Cork      | 8           | 6             | 1951–52, 1955–56, 1979–80, 1988–89, 1998–99, 2010, 2011, 2012 | 1931–32, 1947–48, 1978–79, 1981–82, 1996–97, 2015                                                                   |
| Meath     | 7           | 6             | 1932–33, 1945–46, 1950–51, 1974–75, 1987–88, 1989–90, 1993–94 | 1936–37, 1938–39, 1939–40, 1949–50, 1954–55, 1955–56, 1999–2000                                                     |
| Derry     | 6           | 6             | 1946–47, 1991–92, 1994–95, 1995–96, 1999–2000, 2008 | 1958–59, 1960–61, 1975–76, 1997–98, 2009, 2014                                                                      |
| Galway    | 4           | 6             | 1939-40, 1956-57, 1964-65, 1980-81 | 1965–66, 1983–84, 2000–01, 2004, 2006, 2018                                                                         |
| Down      | 4           | 4             | 1959–60, 1961–62, 1967–68, 1982–83 | 1962–63, 1963–64, 1969–70, 1989–90                                                                                  |
| New York  | 3           | 7             | 1949–50, 1963–64, 1966–67 | – |
| Tyrone    | 2           | 2             | 2002, 2003 | 1991–92, 2013 |
| Laois     | 2           | 1             | 1925–26, 1985–86 | 2003 |
| Cavan     | 1           | 5             | 1947–48 | 1930–31, 1932–33, 1952–53, 1959–60, 2002                                                                            |
| Donegal   | 1           | 3             | 2007 | 1992–93, 1994–95, 1995–96                                                                                           |
| Armagh    | 1           | 3             | 2005 | 1982–83, 1984–85, 1993–94                                                                                           |
| Roscommon | 1           | 2             | 1978–79 | 1973–74, 1980–81 |
| Offaly    | 1           | 2             | 1997–98 | 1968–69, 1972–73 |
| Monaghan  | 1           | 1             | 1984–85 | 1985–86 |
| Longford  | 1           | 0             | 1965–66 | – |
| Kildare   | 0           | 5             | – | 1927–28, 1928–29, 1957–58, 1967–68, 1990–91                                                                         |
| Wexford   | 0           | 3             | – | 1937–38, 1945–46, 2005                                                                                              |
| Carlow    | 0           | 1             | – | 1953–54 |
| Louth     | 0           | 1             | – | 1948–49 |
| Fermanagh | 0           | 1             | – | 1934–35 |